# Cantó de Chastèlnòu de Randon

Mapa del cantó de Chastèlnòu de Randon

El cantó de Chastèlnòu de Randon és un cantó francès del departament del Losera, a la regió d'Occitània. Està enquadrat al districte de Mende, té 8 municipis i el cap cantonal és Chastèlnòu de Randon.

## Municipis
- Arzenc de Randon
- Chastèlnòu de Randon
- Chaudairac
- Laubèrt
- Montbèl
- Pèiraficha
- Sent Joan de la Folhosa
- Sent Sauvador de Ginestós